# Macuila
Macuila är en ort i Mexiko.   Den ligger i kommunen Metztitlán och delstaten Hidalgo, i den sydöstra delen av landet, 140 km norr om huvudstaden Mexico City. Macuila ligger 1 285 meter över havet och antalet invånare är 426.
Terrängen runt Macuila är huvudsakligen kuperad, men norrut är den bergig. Macuila ligger nere i en dal. Runt Macuila är det glesbefolkat, med 20 invånare per kvadratkilometer. Närmaste större samhälle är Zacualtipán, 15,6 km öster om Macuila. I omgivningarna runt Macuila växer huvudsakligen savannskog.